# Всероссийский научно-исследовательский и проектно-конструкторский институт электровозостроения
«ВЭлНИИ» (АО «ВЭлНИИ») — акционерное общество, расположенное в Новочеркасске. Входит в состав АО «Трансмашхолдинг».

## История
Организован распоряжением Ростовского Совнархоза от 21 ноября 1958 года № 1364-р в соответствии с Постановлением Совета Министров РСФСР от 20 сентября 1958 № 1107 «О мероприятиях по обеспечению производства магистральных электровозов для железнодорожного транспорта» как Научно-исследовательский институт по электровозостроению при Новочеркасском электровозостроительном заводе (НЭВЗ).
Постановлением Совмина СССР от 27 апреля 1963 года № 464 институт был передан Госкомитету по электротехнике. Приказом № 27 от 25 июня 1963 года Госкомитетом по электротехнике при Госплане СССР институту было передано СКО НЭВЗа и институт получил наименование Всесоюзный научно-исследовательский и проектно-конструкторский институт электровозостроения (ВЭлНИИ).

Значок ВЭлНИИ (эмблема) до 2001 года

Приказом от 30 октября 1992 года № 46 министерства промышленности РСФСР (департамент электротехнической промышленности) Всесоюзный научно-исследовательский и проектно-конструкторский и технологический институт электровозостроения был переименован во Всероссийский научно-исследовательский, проектно-конструкторский институт электровозостроения (ВЭлНИИ).
Постановлением Главы Администрации г. Новочеркасска от 24.12.92 № 3429 Всероссийский научно-исследовательский институт зарегистрирован как акционерное общество открытого типа АО ВЭлНИИ (регистрационный № 893).
19 июня 1996 года АО ВЭлНИИ перерегистрировано в Новочеркасской Регистрационной палате в реестре за № 203 и стал ОАО ВЭлНИИ.
Институт имеет свидетельство (№ 3676 от 29 января 2006 года) от Министерства промышленности, науки и технологий о государственной аккредитации в качестве научной организации.

## Руководители института

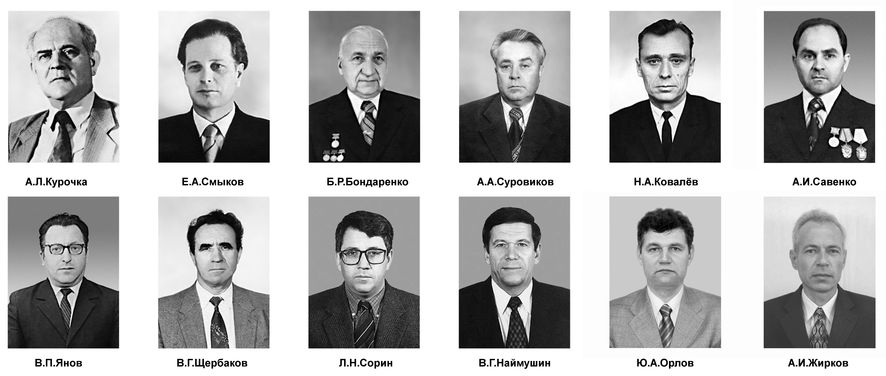
Директора ВЭлНИИ с 1958 г. по настоящее время

| Александр Леонтьевич Курочка | 1958—1962 |
| Евгений Александрович Смыков | 1962—1964 |
| Борис Романович Бондаренко   | 1965—1966 |
| Алексей Андреевич Суровиков  | 1966—1969 |
| Николай Андреевич Ковалёв    | 1969—1973 |
| Алексей Иванович Савенко     | 1973—1978 |
| Виктор Петрович Янов         | 1978—1987 |
| Виктор Гаврилович Щербаков   | 1987—1999 |
| Леонид Наумович Сорин        | 1999—2005 |
| Валерий Григорьевич Наймушин | 2005—2008 |
| Юрий Алексеевич Орлов        | 2008—2011 |
| Александр Иванович Жирков    | 2011—2017 |
| Юрий Алексеевич Орлов        | 2017—2018 |
| Антон Юрьевич Орлов          | 2018—2019 |
| Дмитрий Иванович Уваров      | 2019—2021 |
| Константин Игоревич Рыжов    | 2021—н.в. |

## Фотогалерея

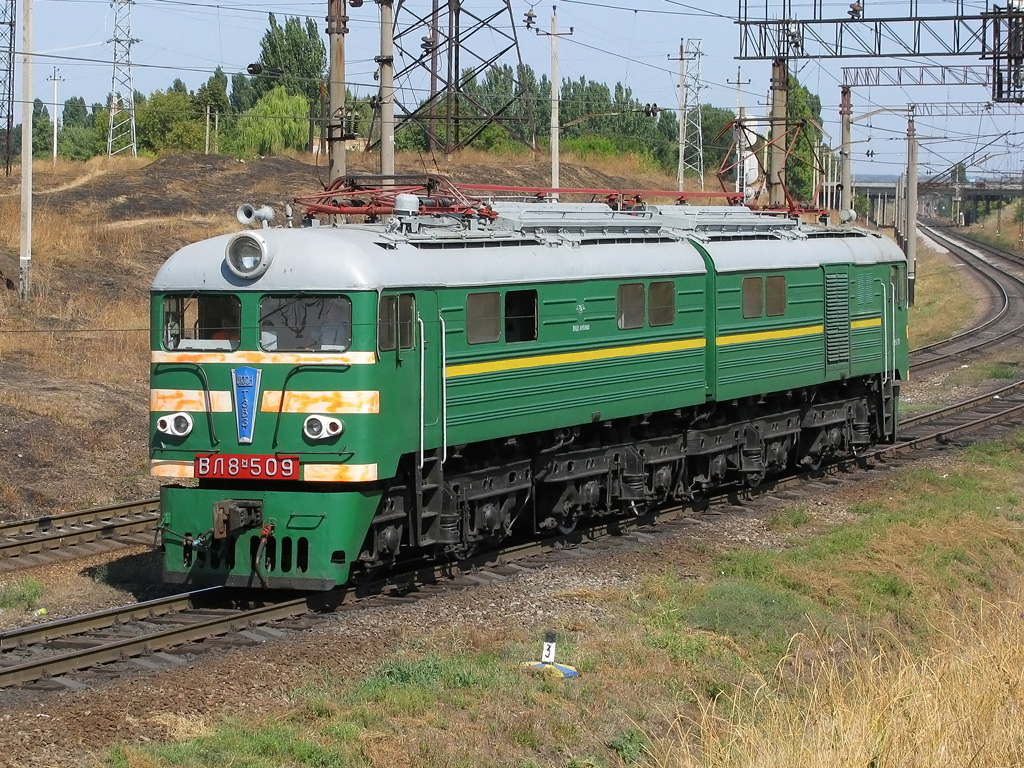
Первый электровоз, разработанный специалистами ВЭлНИИ
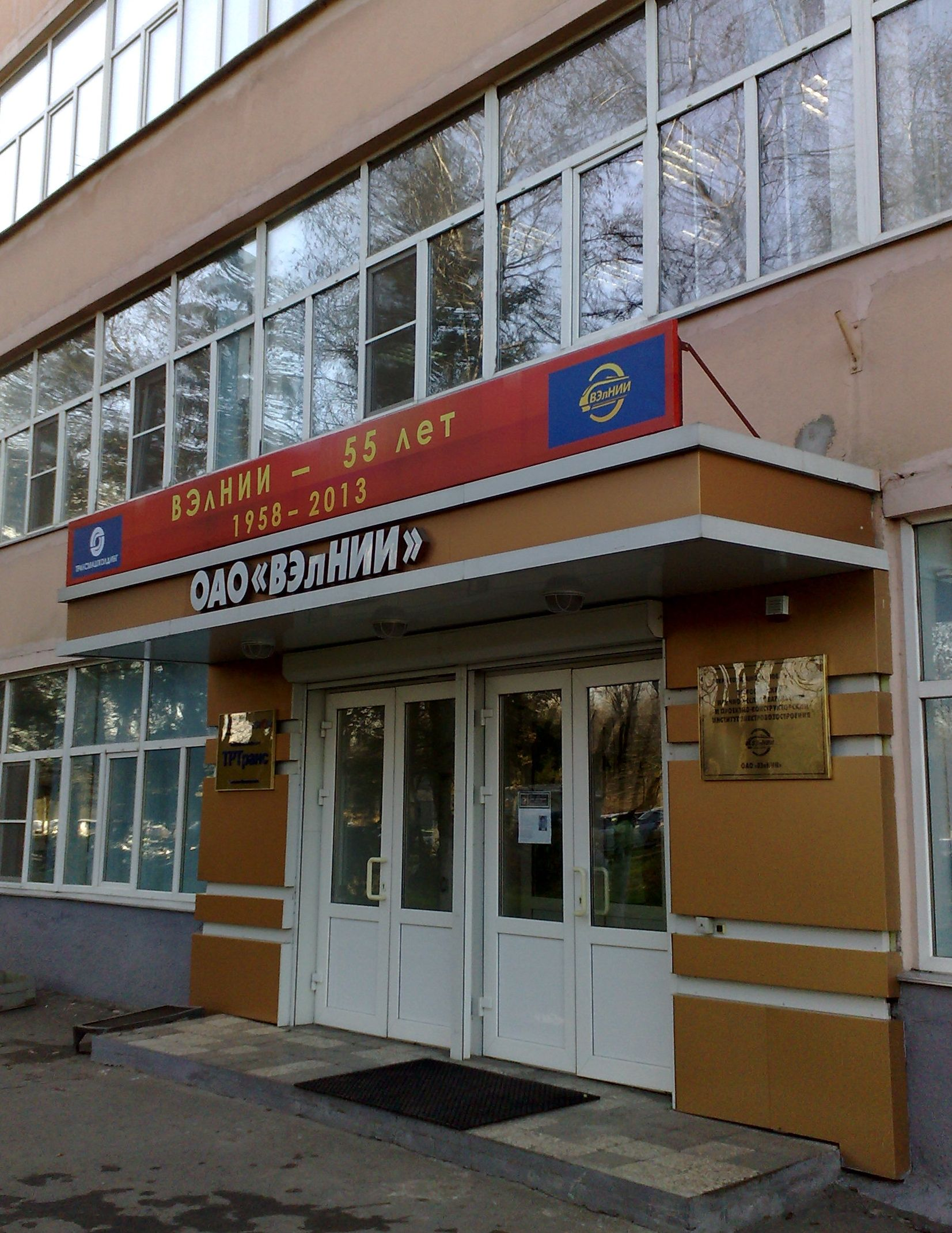
Вход в здание ВЭлНИИ, оформленный к 55-летию института
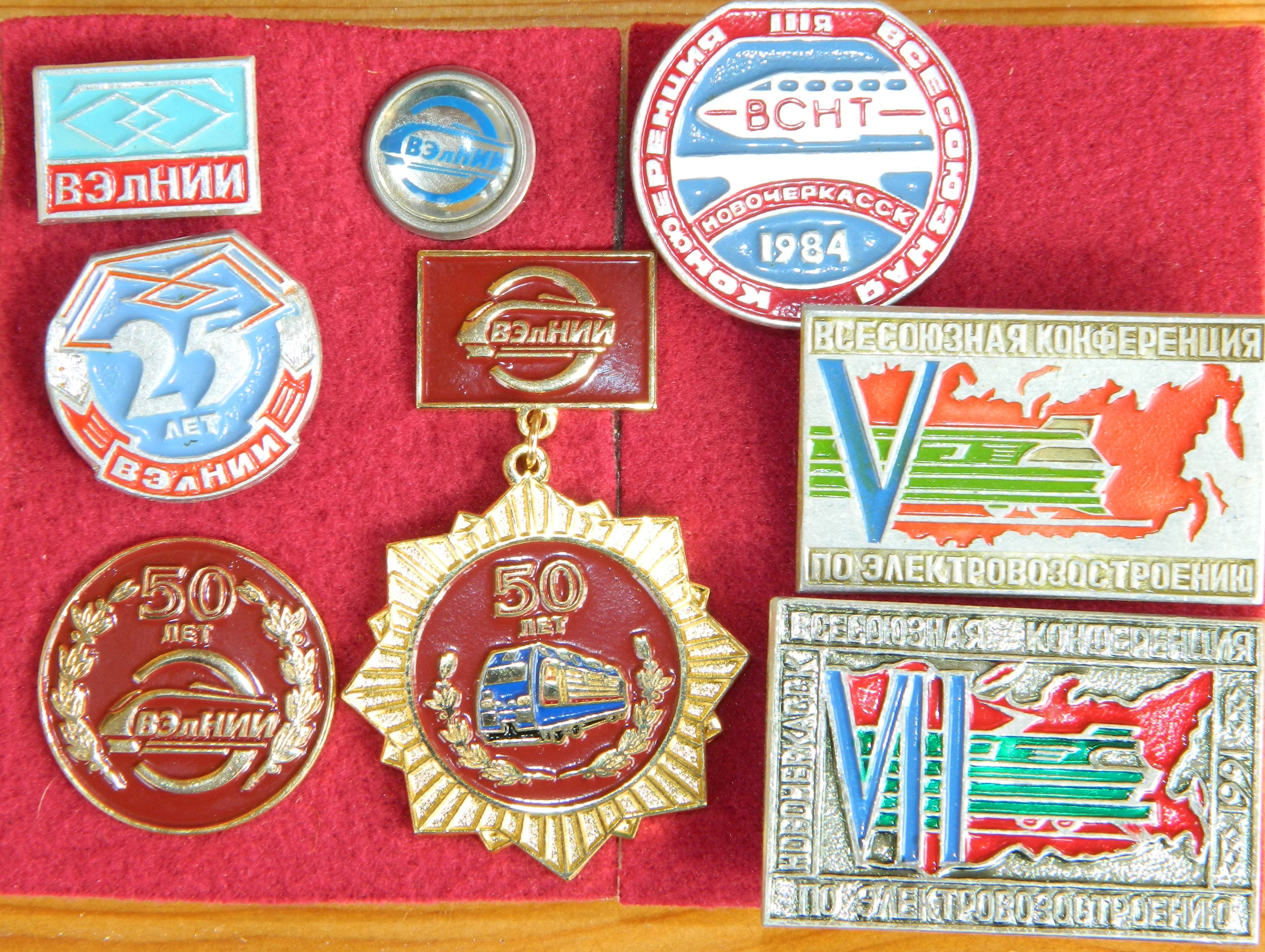
Коллекция значков ВЭлНИИ
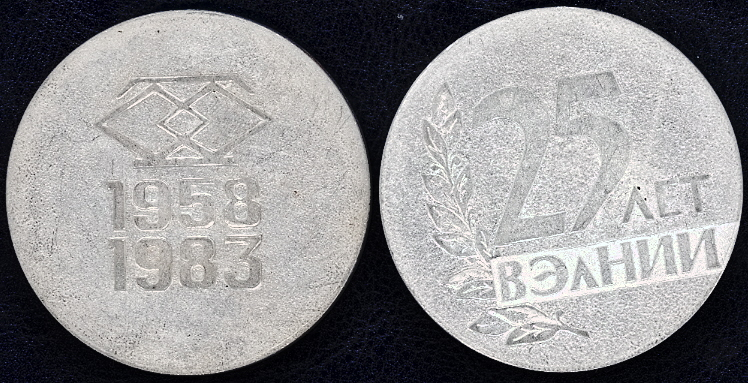
Юбилейная медаль к 25-летию ВЭлНИИ
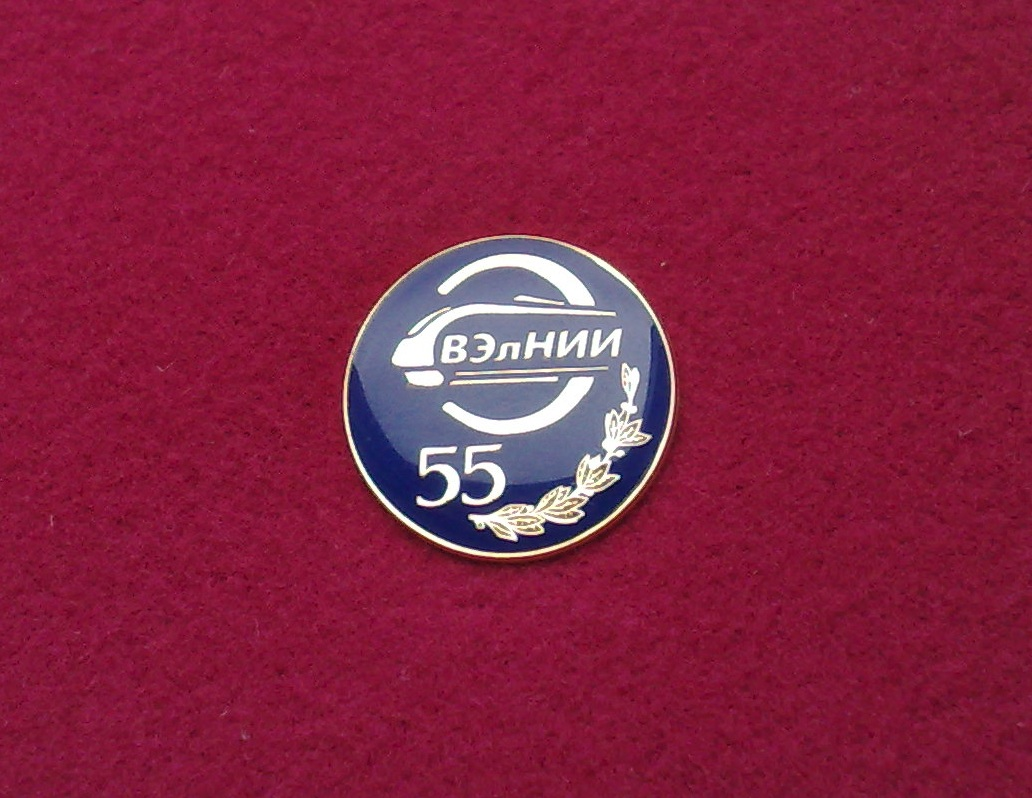
Значок к 55 летию ОАО "ВЭлНИИ"